# Statsministerns ställföreträdare (Finland)
Statsministerns ställföreträdare är i Finland den minister, som har utsetts till ställföreträdare för Finlands statsminister. Denna särskilda post som ställföreträdande regeringschef infördes formellt i Finland 1957. Vardagligt kallas statsministerns ställföreträdare ofta för vice statsminister.
Av 66 § Finlands grundlag framgår att om statsministern har förhinder, sköts statsministerns uppgifter av den minister som utsetts till ställföreträdare och, om också denna minister är förhindrad, av den minister som är äldst till tjänsteåren.
Uppgiften har sedan 1990-talet för det mesta kombinerats med posten som finansminister.

## Statsministerns ställföreträdare genom åren
| Nr     | Namn                | Bild | Period        | Portfölj                                                          | Parti                                                               | Regering                |
| ------ | ------------------- | ---- | ------------- | ----------------------------------------------------------------- | ------------------------------------------------------------------- | ----------------------- |
| 1      | Johannes Virolainen |      | 1957          | undervisningsminister tillika minister i statsrådets kansli       | Agrarförbundet                                                      | Fagerholm II            |
| 2      | Nils Meinander      |      | 1957          | finansminister                                                    | Svenska folkpartiet                                                 | Sukselainen I           |
| 3      | Esa Kaitila         |      | 1957          | handels- och industriminister                                     | Liberala folkpartiet                                                | Sukselainen I           |
| 4      | Aarre Simonen       |      | 1957          | minister utan portfölj                                            | Socialdemokraterna (oppositionella)                                 | Sukselainen I           |
| 1 (2)  | Johannes Virolainen |      | 1957          | utrikesminister                                                   | Agrarförbundet                                                      | Sukselainen I           |
| 5      | Reino Oittinen      |      | 1957–1958     | undervisningsminister                                             | här formellt opolitisk (annars socialdemokrat)                      | von Fieandt             |
| 6      | Tyyne Leivo-Larsson |      | 1958          | minister i statsrådets kansli (minister utan portfölj)            | här formellt opolitisk (annars Socialdemokraterna (oppositionella)) | Kuuskoski               |
| 1 (3)  | Johannes Virolainen |      | 1958          | utrikesminister                                                   | Agrarförbundet                                                      | Fagerholm III           |
| 7      | Onni Hiltunen       |      | 1958–1959     | handels- och industriminister                                     | Socialdemokraterna                                                  | Fagerholm III           |
| 8      | Ralf Törngren       |      | 1959–1961     | utrikesminister                                                   | Svenska folkpartiet                                                 | Sukselainen II          |
| 9      | Eemil Luukka        |      | 1961          | inrikesminister                                                   | Agrarförbundet                                                      | Sukselainen II          |
| 10     | Kauno Kleemola      |      | 1961          | minister för kommunikationsväsendet och allmänna arbetena         | Agrarförbundet                                                      | Sukselainen II          |
| 9 (2)  | Eemil Luukka        |      | 1961–1962     | inrikesminister                                                   | Agrarförbundet                                                      | Miettunen I             |
| 1 (4)  | Johannes Virolainen |      | 1962–1963     | Jordbruksminister                                                 | Agrarförbundet                                                      | Karjalainen I           |
| 11     | Aarne Nuorvala      |      | 1963–1964     | minister i statsrådets kansli                                     | opolitisk                                                           | Lehto                   |
| 5 (2)  | Reino Oittinen      |      | 1964          | undervisningsminister                                             | här formellt opolitisk (annars socialdemokrat)                      | Lehto                   |
| 12     | Ahti Karjalainen    |      | 1964–1966     | utrikesminister                                                   | Agrarförbundet, som 1965 bytte namn till Centerpartiet              | Virolainen              |
| 5 (3)  | Reino Oittinen      |      | 1966–1968     | undervisningsminister                                             | Socialdemokraterna                                                  | Paasio I                |
| 1 (4)  | Johannes Virolainen |      | 1968–1970     | undervisningsminister                                             | Centerpartiet                                                       | Koivisto I              |
| 13     | Päiviö Hetemäki     |      | 1970          | finansminister                                                    | här formellt opolitisk (annars samlingspartist)                     | Aura I                  |
| 14     | Veikko Helle        |      | 1970–1971     | arbetskraftsminister                                              | Socialdemokraterna                                                  | Karjalainen II          |
| 13 (2) | Päiviö Hetemäki     |      | 1971–1972     | finansminister                                                    | här formellt opolitisk (annars samlingspartist)                     | Aura II                 |
| 15     | Mauno Koivisto      |      | 1972          | finansminister                                                    | Socialdemokraterna                                                  | Paasio II               |
| 12 (2) | Ahti Karjalainen    |      | 1972–1975     | arbetskraftsminister                                              | Centerpartiet                                                       | Sorsa I                 |
| 16     | Olavi Mattila       |      | 1975          | utrikesminister                                                   | opolitisk                                                           | Liinamaa                |
| 17     | Kalevi Sorsa        |      | 1975–1976     | utrikesminister                                                   | Socialdemokraterna                                                  | Miettunen II            |
| 12 (3) | Ahti Karjalainen    |      | 1976–1977     | minister i statsrådets kansli (minister utan portfölj)            | Centerpartiet                                                       | Miettunen III           |
| 1 (5)  | Johannes Virolainen |      | 1977–1979     | Jord- och skogsbruksminister                                      | Centerpartiet                                                       | Sorsa II                |
| 18     | Eino Uusitalo       |      | 1979–1982     | inrikesminister                                                   | Centerpartiet                                                       | Koivisto II             |
| 19     | Ahti Pekkala        |      | 1982–1983     | finansminister                                                    | Centerpartiet                                                       | Sorsa III               |
| 20     | Paavo Väyrynen      |      | 1983–1987     | utrikesminister                                                   | Centerpartiet                                                       | Sorsa IV                |
| 17 (2) | Kalevi Sorsa        |      | 1987–1989     | utrikeshandelsminister                                            | Socialdemokraterna                                                  | Holkeri                 |
| 21     | Pertti Paasio       |      | 1989–1991     | utrikeshandelsminister                                            | Socialdemokraterna                                                  | Holkeri                 |
| 22     | Ilkka Kanerva       |      | 1991          | Minister i finansministeriet                                      | Samlingspartiet                                                     | Aho                     |
| 23     | Pertti Salolainen   |      | 1991–1995     | utrikeshandelsminister                                            | Samlingspartiet                                                     | Aho                     |
| 24     | Sauli Niinistö      |      | 1995–2001     | justitieminister 1995-1996 finansminister 1996-2001               | Samlingspartiet                                                     | Lipponen I Lipponen II  |
| 25     | Ville Itälä         |      | 2001–2003     | inrikesminister                                                   | Samlingspartiet                                                     | Lipponen II             |
| 26     | Antti Kalliomäki    |      | 2003–2005     | finansminister                                                    | Socialdemokraterna                                                  | Jäätteenmäki Vanhanen I |
| 27     | Eero Heinäluoma     |      | 2005–2007     | finansminister                                                    | Socialdemokraterna                                                  | Vanhanen I              |
| 28     | Jyrki Katainen      |      | 2007–2011     | finansminister                                                    | Samlingspartiet                                                     | Vanhanen II Kiviniemi   |
| 29     | Jutta Urpilainen    |      | 2011–2014     | finansminister                                                    | Socialdemokraterna                                                  | Katainen                |
| 30     | Antti Rinne         |      | 2014–2015     | finansminister                                                    | Socialdemokraterna                                                  | Katainen Stubb          |
| 31     | Timo Soini          |      | 2015–2017     | utrikesminister                                                   | Sannfinländarna, Blå framtid                                        | Sipilä                  |
| 32     | Petteri Orpo        |      | 2017–2019     | finansminister                                                    | Samlingspartiet                                                     | Sipilä                  |
| 33     | Mika Lintilä        |      | 2019          | finansminister                                                    | Centern                                                             | Rinne                   |
| 34     | Katri Kulmuni       |      | 2019–2020     | näringsminister 2019 finansminister 2019–2020                     | Centern                                                             | Rinne Marin             |
| 35     | Matti Vanhanen      |      | 2020          | finansminister                                                    | Centern                                                             | Marin                   |
| 36     | Annika Saarikko     |      | 2020–2023     | vetenskaps- och kulturminister 2020-2021 finansminister 2021-2023 | Centern                                                             | Marin                   |
| 37     | Riikka Purra        |      | 2023–sittande | finansminister                                                    | Sannfinländarna                                                     | Orpo                    |